# Cribeo
Cribeo es un portal de información y entretenimiento perteneciente a la empresa española Memondo Network. Tiene sede en Barcelona, España y posee una alianza estratégica con el diario catalán La Vanguardia. No tiene una línea editorial fija, sino que se nutre tanto de la información de sus redactores en plantilla, como de la información de sus colaboradores fijos y de la participación de los usuarios.
Cribeo toma su nombre del término "criba". Los usuarios registrados pueden participar dando sus noticias, agregando aquella información original que posean. Entre todos los usuarios registrados pueden acceder a una plataforma donde pueden aceptar o rechazar los artículos antes de su publicación. Aquellos artículos que no son aceptados por la comunidad no son publicados. Las noticias se votan siempre de manera anónima: no se conoce al redactor hasta después de ser publicada, tampoco se puede saber quien voto a favor o en contra durante la criba.
Las secciones principales de Cribeo son:
- Fast News
- Viral
- Geek
- Vida
- Fauna
- Cultura

## Memondo Network
Cribeo pertenece a la empresa Memondo Network, una empresa de webs de diversión y ocio creada por Álex Tomás y Rubén Lotina en 2009. El grupo cuenta ya con 10 páginas Web en sus 7 años de vida. La mayoría de ellas se centra en el humor al estilo Internet, memes, gifs animados, etcétera. Cuentan con un tráfico de 450 millones de páginas vistas al mes, según ellos mismos afirman en su sitio Web corporativo. Sus portales de humor más conocidos son Asco de Vida, Tenía que decirlo, Cuánto cabrón, Cuánta razón, Vaya Gif, No tengo tele, Cuánta fauna, Ahorrador o rata, Memedeportes, Visto en las redes, Vrutal, Así va España, Viralízalo y Humor en serie.